# الدوري التشيلي لكرة القدم 1953
الدوري التشيلي لكرة القدم 1953 (بالإسبانية: Primera División de Chile 1953)‏ هو الموسم 21 من الدوري التشيلي لكرة القدم. كان عدد الأندية المشاركة فيه 14، وفاز فيه كولو-كولو.